# 別烏拉 (之地)
別烏拉  (בְּעוּלָ֑ה‬ bə‘ūlāh，英譯 Beulah bjulə) 之地，是希伯來已婚之地的音譯。

## 聖經出處
經文
別烏拉之地(Beulah)出現在聖經舊約以賽亞書62章4節，英文為"Thou shalt no more be termed Forsaken; neither shall thy land any more be termed Desolate: but thou shalt be called Hephzibah, and thy land Beulah: for the LORD delighteth in thee, and thy land shall be married."(KJV版本)。
在中文聖經的翻譯，這句話翻成「你的地也必稱為有夫之婦」（賽62:4）。在整本聖經中，「別烏拉」一詞與「土地」連用，只出現過這一次。
別烏拉之地的含義
根據以賽亞書62:4的上下文，此處是談到以色列人將從被擄中歸回並再次歸向主的時候。耶和華必喜悅他，地將不再被稱為被遺忘者，土地不再被稱為荒涼，地將被耶和華喜悅，地必聯姻。土地將被稱為有夫之婦，不再是棄婦。。

## 天路歷程
別烏拉之地在聖經中並非顯著的一節經節，最初未受重視。後來之所以出名，與基督教經典著作《天路歷程》的描述有很大關係。在《天路歷程》中，作者約翰·班揚 (John Bunyan) 描述了朝聖者們在夢中越過魔法之地，進入別烏拉邦 Beulah Country。在那裡，空氣甜蜜而愉快，太陽不分晝夜地照耀著。此處遠離死蔭谷、絕望巨人和懷疑堡壘，是天堂之前的國度。
在班揚的書中，別烏拉邦象徵著天堂之前的國度。因為在那裡，朝聖者們可以看到他們要去的城市，也就是天國。班揚抓住了《以賽亞書》62:4中婚姻的主題，將別烏拉邦描繪成新郎和新郎重新立約的地方。他寫道：「正如新郎為新娘高興一樣，上帝也為他們高興。」

## 別烏拉邦的意義
別烏拉邦景況
- 陽光明媚，象徵著上帝的同在和恩典。
- 土地上開滿了美麗的花朵，代表著認識上帝帶來的喜樂和平安。
- 空氣中充滿著甜美的鳥鳴，象徵著對上帝的讚美和敬拜。
- 土地上也種滿了果樹林立，象徵著上帝賜予祂子民的祝福。
- 發光者，或天使，在別烏拉邦自由行走，標誌著上帝的密切和保護。
- 從別烏拉邦，基督徒和盼望者可以看到遠處的最終目的地——天城。

別烏拉邦的特點
- 不是一個放鬆懈怠的地方。雖然別烏拉邦是一個和平的土地，但基督徒和盼望仍然為進入天城做準備。他們將時間花在禱告、敬拜和與其他信徒相交上。
- 最終，基督徒和盼望必須離開別烏拉邦，越過死亡之河才能進入天城。
- 提醒我們，上帝的恩典對我們來說足夠了，即使在我們最黑暗的時刻也是如此。儘管基督徒和盼望在他們的旅程中面臨了許多挑戰，但他們還是因為上帝的恩典而到達了別烏拉邦。

別烏拉邦的意義
- 別烏拉邦代表了基督徒和盼望靈命成長和成熟的時期。他們不再像旅程的早期那樣與罪惡和試探作鬥爭。他們現在比以往任何時候都更接近上帝，可以品嘗到天堂的喜樂。
- 別烏拉邦也提醒我們，儘管信徒在今生面臨挑戰，但在天上等著他們的是一個榮耀的未來。別烏拉邦是所有天路旅人希望和鼓勵的源泉。

## 別烏拉邦的譯名
「天路歷程」的英文版 The Pilgrim's Progress 一概採用約翰‧班揚及英文聖經譯 Beulah Country
「天路歷程」中文譯本對別烏拉邦的翻譯，包括：
- 有夫之婦的國土（陝西師範大學）
- 良緣國（王漢川譯本）
- 福樂地（楊天嬰譯本）
- 安息地（呂同心譯本）
- 喜樂之地（陳榮捷譯本）
- 幸福之地（陳國仁譯本）
- 美地（劉君儀譯本）
- 喜樂之鄉（王榮生譯本）
- 喜樂之國（黃國光譯本）

## 詩歌
歌頌別烏拉邦的英文詩歌很多，但都不用別烏拉邦 Beulah Country 而用別烏拉之地 Beulah Land，比較著名的有：
- 1876 年由 Edgar Page Stites（1836–1921）作詞、John R. Sweney 作曲的《Beulah Land》》[4] （中文翻譯《福地》[5]）
- 1911年由 Charles Austen Miles 做詞曲的 《Dwelling in Beulah Land》[6]（中文翻譯《榮美之地》[7]）
- 1973 年 Squire Parsons 做詞曲的 《Sweet Beulah Land》[8]

別烏拉之地成為基督教專有名詞，《天路歷程》是主要關鍵，詩歌採用別烏拉之地是決定因素。
詩歌歌詞雖然用的是別烏拉之地，但內容多半根據別烏拉邦在天路歷程中的描述，而非採用聖經賽亞書的經節。